# Golfe Persique
Le golfe Persique,, est un golfe de l'océan Indien qui s'étend sur 251 000 km2. Il sépare l'Iran (l'ancienne Perse) de la péninsule Arabique.
Les pays qui le bordent sont : l'Iran au nord, Oman (plus de 300 km de côtes rocheuses et découpées avec l'enclave de Moussandam) à l'est, les Émirats arabes unis au sud-est, le Qatar au sud-ouest, Bahreïn et l'Arabie saoudite à l'ouest, l'Irak et le Koweït au nord-ouest. À l'est, il communique avec le golfe d'Oman par le détroit d'Ormuz, lequel est inclus en totalité dans le golfe Persique.
La profondeur du golfe Persique ne dépasse pas les 100 m et la salinité y est très forte.

## Toponymie
L'hydronyme historique de « golfe Persique » est employé depuis l'Antiquité : en persan خلیج فارس, khalij-e fārs, en grec ancien Περσικός κόλπος / Persikós kólpos, en latin Sinus Persicus, en arabe al-Bahr al-Farsi (« la mer persique ») employé par les géographes arabes médiévaux. Cette appellation est utilisée par l'Organisation des Nations unies et l'Organisation hydrographique internationale. Cette même organisation reconnaît aussi l'appellation « golfe d'Iran » et la privilégiait lors de la publication de son document « Limites des océans et des mers », version de 1953. Il apparaît que l'usage en a décidé autrement puisque « golfe Persique » est le toponyme le plus employé aujourd'hui.
Depuis les années 1970, une controverse existe entre l'Iran et les pays arabes au sujet du nom de ce golfe. En effet, l'Arabie saoudite, suivie par les autres États arabes, le nomme « golfe arabique » (en arabe : الخليج العربي, al-khalij al-arabi) ou plus simplement « le Golfe ». Pendant plusieurs années[Quand ?], le golfe est également appelé « golfe de Bassorah » d'après Bassorah, ville d'Irak. L'appellation « golfe arabique » n'est pas couramment utilisée en dehors du monde arabe. L'appellation « golfe arabo-persique » est parfois utilisée par certains États à titre de compromis diplomatique. Mais historiquement, le seul nom utilisé est celui de « golfe Persique ».

## Géographie et climat
Le golfe Persique baigne le désert d'Arabie au sud-ouest. Il forme une langue de 360 km dans sa plus grande largeur et de 1 125 km dans sa plus grande longueur. Le climat désertique, l'ensoleillement extrême et la température de l'air très élevée provoque une évaporation importante. La température de l'eau en surface varie de 25 °C à 30 °C.
Le golfe Persique est presque une mer fermée dont la profondeur moyenne est de seulement 50 mètres. Il reçoit moins d'eau par les fleuves d'Iran et d'Irak qu'il n'en perd par évaporation. Cela explique sa salinité, qui peut atteindre 45 à 100 grammes par litre. Elle dépasse parfois les 100 grammes par litre, il peut alors se former des « sebhas » ou marais salants naturels. Le niveau se maintient grâce au courant venu de l'océan Indien par le détroit d'Ormuz, qui tourne dans le sens inverse des aiguilles d'une montre.

## Limites
Les limites orientales du golfe ont été définies par l'Organisation hydrographique internationale comme suit :
- Au sud-est:

Une ligne allant du Ra’s Līmā’ (25° 56′ 43″ N, 56° 27′ 28″ E) sur la côte omanaise de la péninsule de Musandam, au Damāgheh-ye Kūh (Ras Al Kuh) (25° 47′ 50″ N, 57° 17′ 52″ E) sur la côte iranienne.

## Faune
Les mangroves dans le golfe Persique exigeant des flux de marées, une combinaison d'eau douce et d'eau salée, attirent des crabes, des petits poissons, des grands requins, des insectes et des oiseaux qui les mangent.

## Bilan radiologique
Au début du XXIe siècle, il existait peu de données sur les radionucléides et la radioactivité environnementale (d'origine naturelle ou anthropique) de la région du golfe Persique. Au vu des données disponibles en 2020 « les niveaux de radioactivité sont comparables à ceux d'autres zones marines du monde », mais à cette date aucune évaluation régionale de la radioactivité n'a encore été faite, et des lacunes importantes existent encore dans la géographie de la radioactivité dans le Golfe, ses eaux, son biote et ses sédiments, ceci alors que les pays du Golfe tendent à retenir l'option nucléaire pour assurer une partie de leurs futurs besoins énergétiques alors que les ressources en pétrole diminuent. La région ne dispose pas d'un « état-zéro » nécessaire pour détecter d'éventuels changements, rejets ou accidents.
En 2020, une première centrale nucléaire est opérationnelle à Bushehr (Iran) et d'autres réacteurs sont prévues à Abu Dhabi (Émirats arabes unis).
Selon les analyses disponibles en 2020, dans les eaux marines du Golfe, la radioactivité de tritium, polonium 210, plomb 210, césium 137 et strontium 90 est respectivement comprise entre 130 et 146, 0,48 à 0,68, 0,75 à 0,89, 1,25 à 1,38, 0,57 à 0,78 mBq L−1. La concentration de radium 226 y est de 0,26 à 3,82 Bq L−1. Des concentrations extrêmement élevées de potassium 40 (132 à 149 Bq L−1) ont été observées face au littoral iranien (à comparer à 8,9 à 9,3 Bq L−1 de l'autre côté du Golfe) ; et 353 à 445 Bq kg−1 en poids sec de sédiment, et 230 à 447 Bq kg−1 dans les poissons entiers (en poids sec). Le césium 137 semble aussi significativement plus présent sur la côte iranienne (par rapport à la côte ouest du golfe).
Le polonium 210 a été retrouvé « hautement concentré » dans plusieurs organismes marins, filtreurs notamment (record : 193,5 à 215,6 Bq kg−1 poids sec de chair de la palourde Marcia marmorata).

## Histoire

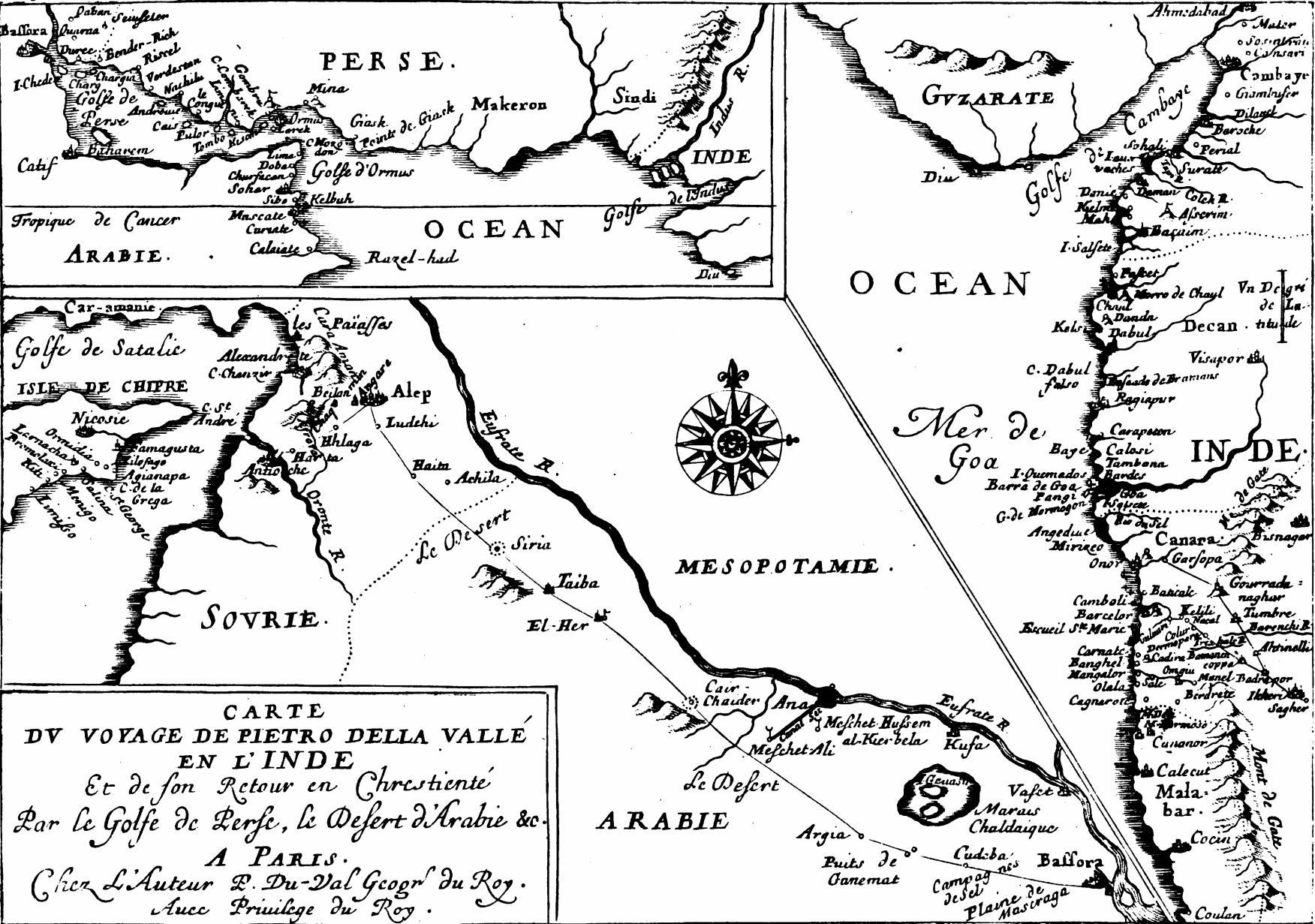
Voyages de Pietro Della Valle (1586-1652)
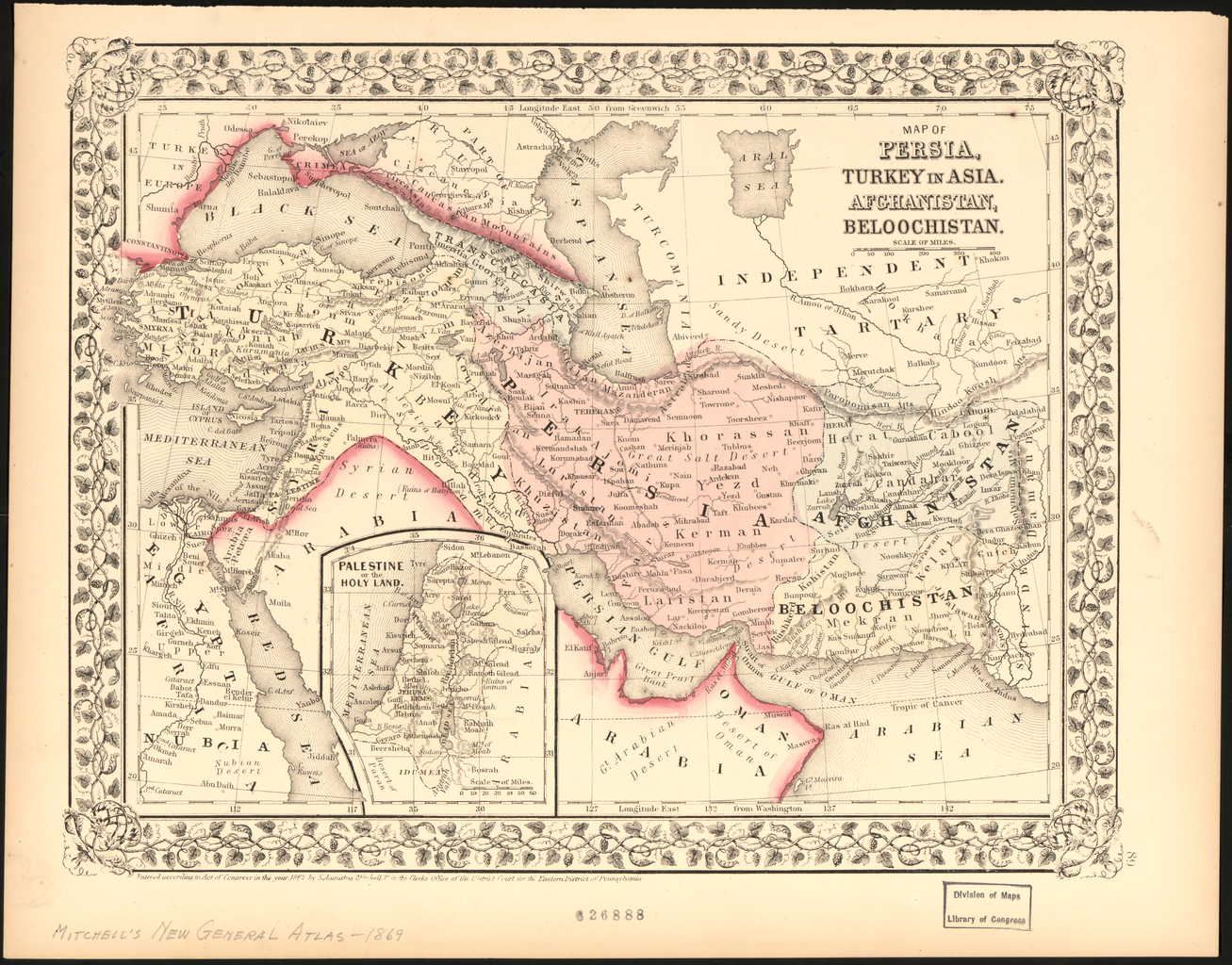
Une carte historique du golfe Persique et des États voisins datée du XVIIIe siècle
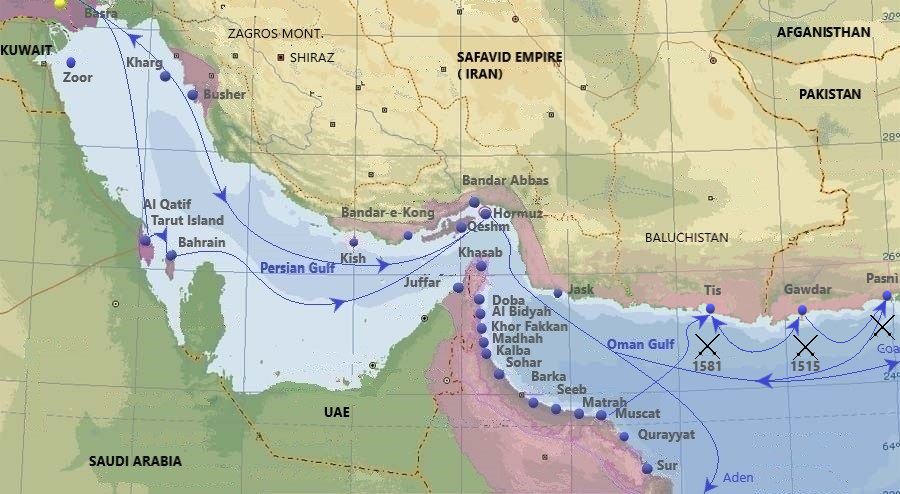
Présence portugaise dans le golfe Persique aux XVIe et XVIIe siècles, principales villes, ports et routes.

La côte nord-ouest du golfe Persique, où se jettent le Tigre et l'Euphrate, n'est pas restée immobile au cours des derniers millénaires. Les villes antiques d'Uruk et Ur, aujourd'hui à l'intérieur des terres, étaient à l'époque sumérienne des villes côtières.
L’histoire du golfe Persique est depuis toujours animée de nombreux conflits, qui ont diminué son influence dans les liaisons entre l’Orient et l’Occident, et ont fait de la mer Rouge, plus à l’ouest, la voie de relation privilégiée.
Les populations du littoral se sont régulièrement affrontées, entre tribus, clans, territoires.
Les populations de l'intérieur des terres ont souvent cherché à s'assurer un débouché maritime.
Au XIIIe siècle, les Mongols y établissent leur influence. Une route maritime, empruntée par Marco Polo, le relie à la Chine. Au XVIe siècle, le golfe Persique est contrôlé par le Portugal, qui en est délogé par l'Iran des Séfévides. Au XIXe siècle, les Britanniques s'y établissent en invoquant le combat contre la piraterie. Ils en gardent le contrôle jusqu’à la Seconde Guerre mondiale, et la création des Émirats-arabes-unis.
Plus récemment, le golfe Persique a encore été agité de fréquents conflits :
- guerre Iran-Irak (1980-1988),
- invasion du Koweït par l’Irak en 1990 et intervention d’une coalition internationale pour sa libération en 1991,
- invasion de l’Irak par les États-Unis en 2003.

Le détroit d’Ormuz est aujourd'hui contrôlé conjointement par l’Iran et le sultanat d'Oman.
En 2019, les États-Unis, l'Arabie saoudite, l'Australie, les Émirats arabes unis et le Royaume-Uni forment une coalition maritime contre l'Iran. En mai, les États-Unis déploient dans les eaux du golfe le porte-avions USS Abraham Lincoln ainsi qu'une force de bombardiers

## Économie

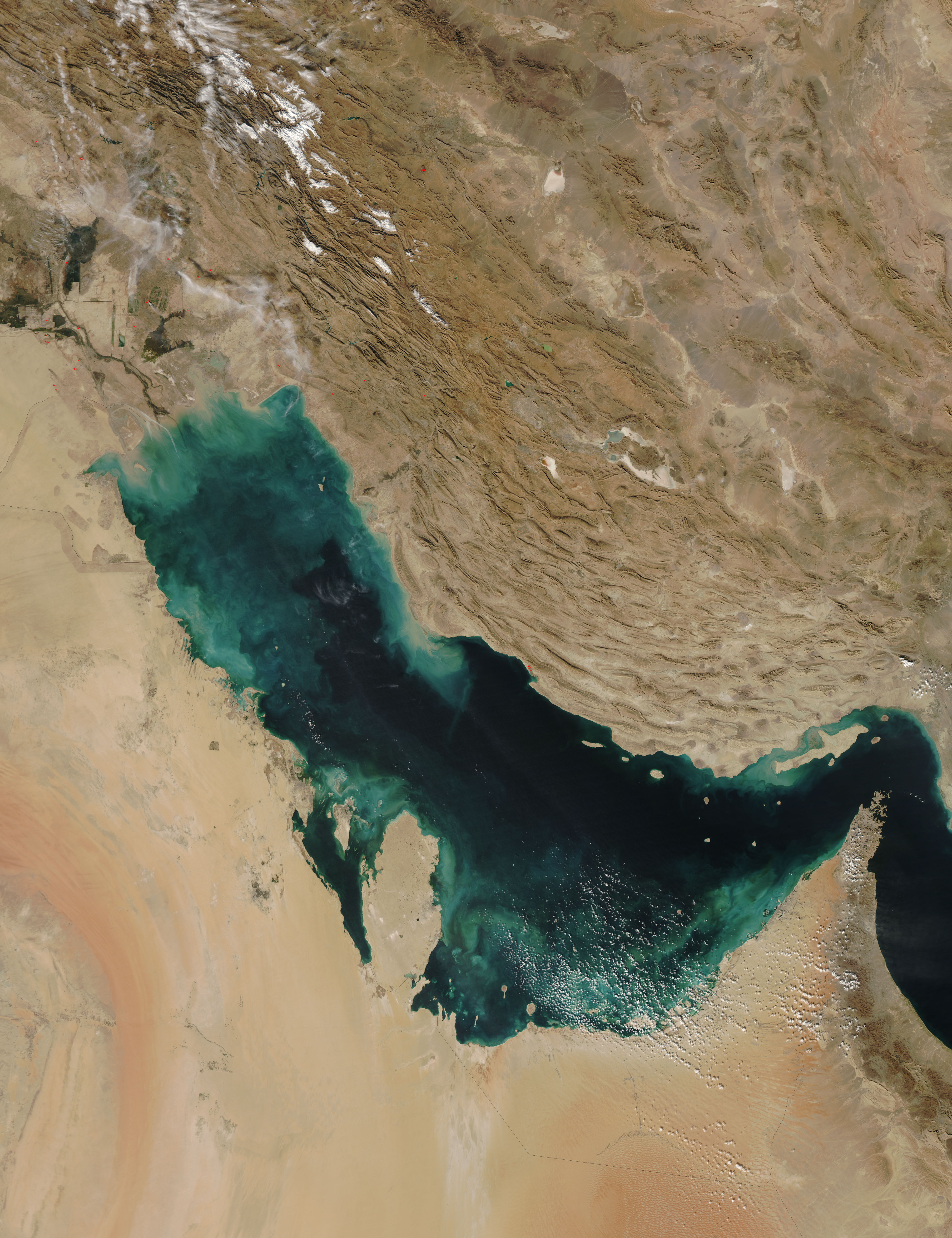
Image satellite du golfe Persique

La ressource quasi exclusive du golfe Persique est le pétrole. Les plus grands pays du Golfe persique sont regroupés dans l’Organisation des pays exportateurs de pétrole (OPEP) et contrôlent l’acheminement grâce aux pétroliers géants, ou par des oléoducs en liaison avec la Méditerranée et la mer Rouge, permettant d’éviter le passage par le détroit d'Ormuz et le canal de Suez. Cela entraîne une forte pollution, En 2000, on estimait qu'1,14 million de tonnes de pétrole était déversé par 40 % des 6 000 pétroliers qui transitent chaque année par le détroit d'Ormuz.
Le Conseil de coopération du Golfe a été créé le 25 mai 1981 à Abou Dabi, aux Émirats-arabes-unis. Six états arabes du Golfe persique en sont membres : Émirats arabes unis, Bahreïn, Arabie saoudite, Oman, Koweït et Qatar.
Les royaumes du Maroc et de Jordanie sont en cours d'adhésion. Le Conseil a pour objectif de favoriser la coopération et la coordination entre les États membres dans des domaines comme l'économie, les finances, le commerce, les douanes, le tourisme et la recherche.